# Musaranya de Schouteden
La musaranya de Schouteden (Paracrocidura schoutedeni) és una espècie de mamífer de la família de les musaranyes (Soricidae). Viu al Camerun, la República Centreafricana, la República del Congo, la República Democràtica del Congo, Guinea Equatorial i el Gabon. El seu hàbitat natural són els boscos de plana humits tropicals o subtropicals.